# Aurelio de Colmenares y Orgaz
Aurelio de Colmenares y Orgaz (Madrid, 11 de abril de 1873-Madrid, 26 de mayo de 1947) fue el VII conde de Polentinos. El Ayuntamiento de Madrid le nombró cronista oficial de la villa el 1 de junio de 1943.

## Biografía
Aurelio de Colmenares y Orgaz nació el 11 de abril de 1873, en la ciudad de Madrid (España).
El 12 de octubre de 1900, a la edad de 27 años, contrajo matrimonio con María Duque de Estrada Martínez de Morentín en San Sebastián.
Realizó aproximadamente 10 000 placas de vidrio estereoscópicas de las tres primeras décadas del siglo XX que fueron recibidas en 2008 por el Ministerio de Cultura español. De entre sus obras realizadas, 630 pertenecen a Vascongadas, concretamente en Elizondo, Lequeitio, Vitoria, San Sebastián, Hernani, Deva, Cestona y Pasajes.
Falleció el 26 de mayo de 1947, a la edad de setenta y cuatro años, en su ciudad natal.

## Obras
- Colmenares y Orgaz, Aurelio. Epistolario del General Zubiaur (1568-1605). Consejo Superior de Investigaciones Científicas. p. 168. ISBN 978-84-00-01026-3.